# Laura Pausini (album)
Laura Pausini az olasz énekesnő Laura Pausini debütáló lemeze, ami 1993-ban jelent meg a Warner Music kiadásában.
Az album tartalmazza a La Solitudine című dalt, amivel az énekes megnyerte a Sanremói Fesztivált a fiatalok versenyében.

## Dalok
1. Non c'é (Nincsen)
2. Mi rubi l'anima (duett Raffal) (Ellopod a lelkemet)
3. Dove sei (Ahol vagy)
4. Baci che si rubano
5. Tutt'al piú
6. La Solitudine (Magány)
7. Perché non torna piú? (Miért nem térsz vissza?)
8. Il cuore non si arrende